# انسولین اولترالنت
انسولین اولترالنت (انگلیسی: Ultralente insulin) یک شکل طولانی اثر انسولین بود که امروزه استفاده نمی‌شود.  شروع آن ۴ تا ۶ ساعت، اوج آن ۱۴ تا ۲۴ ساعت و مدت زمان آن ۲۸ تا ۳۶ ساعت است. تولید انسولین اولترالنت همراه با انسولین لنت، در اواسط دهه ۲۰۰۰ میلادی توسط تولیدکنندگان در ایالات متحده متوقف شد.